# 緑岡村
緑岡村（みどりおかむら）は茨城県東茨城郡にかつて存在した村である。

## 地理
- 現在の水戸市の南部に位置する。
- 村は千波湖の南岸に位置する。

## 歴史
村名はかつて徳川光圀の別荘が設けられていた緑ヶ岡に由来する。

### 村域の変遷
- 1889年（明治22年）4月1日 - 町村制施行により、見川村・見和村・小吹村・千波村・笠原新田・平須村が合併し東茨城郡緑岡村が発足。
- 1952年（昭和27年）4月1日 - 上大野村の一部（細谷の一部）とともに水戸市に編入され、消滅。

変遷表
| 1868年 以前 | 1868年 以前 | 明治22年 4月1日 | 昭和27年 4月1日 | 現在   |
| ----------- | ----------- | --------------- | --------------- | ------ |
|             | 見川村      | 緑岡村          | 水戸市 に編入   | 水戸市 |
|             | 見和村      | 緑岡村          | 水戸市 に編入   | 水戸市 |
|             | 小吹村      | 緑岡村          | 水戸市 に編入   | 水戸市 |
|             | 千波村      | 緑岡村          | 水戸市 に編入   | 水戸市 |
|             | 笠原新田    | 緑岡村          | 水戸市 に編入   | 水戸市 |
|             | 平須村      | 緑岡村          | 水戸市 に編入   | 水戸市 |

## 大字
- 見川（みがわ）
- 見和（みわ）
- 小吹（こぶき）
- 千波（せんば）
- 笠原新田（かさはらしんでん）←現在は、笠原町と呼ばれている
- 平須（ひらす）

## 人口・世帯

### 人口
総数 [単位： 人]
| 1891年（明治24年） | 3,007 |
| 1920年（大正 9年） | 3,954 |
| 1935年（昭和10年） | 5,224 |
| 1950年（昭和25年） | 9,414 |

### 世帯
総数 [単位： 世帯]
| 1920年（大正 9年） | 812   |
| 1935年（昭和10年） | 1,036 |
| 1950年（昭和25年） | 1,860 |

## 出身者
- 深作欣二 - 映画監督[1]